# Fredo Santana
Derrick Coleman  (4 tháng 7 năm 1990 – 19 tháng 1 năm 2018), được biết đến với nghệ danh Fredo Santana, là một rapper người Mỹ. Anh ấy là anh em họ của ca sĩ, rapper người Chicago Chief Keef. Album studio đầu tay "Trappin Is not Dead" được phát hành vào ngày 31 tháng 10 năm 2013 qua Savage Squad.

## Danh sách đĩa hát

### Album studio
| Trappin Ain't Dead                                                                      | - Ra mắt: 31 tháng 10 năm 2013 - Bởi: Savage Squad Records - Định dạng: Nhạc tải về | — | 45 | — |
| "—" biểu thị một tiêu đề không có biểu đồ, hoặc không được phát hành trong lãnh thổ đó. |                                                                                     |   |    |   |

### Single
| Tên                               | Băm  | Vị trí biểu đồ đỉnh | Vị trí biểu đồ đỉnh | Vị trí biểu đồ đỉnh | Album             |
| Tên                               | Băm  | US                  | US R&B/HH           | US Rap              | Album             |
| --------------------------------- | ---- | ------------------- | ------------------- | ------------------- | ----------------- |
| "I Need More" (với Young Scooter) | 2013 | —                   | —                   | —                   | Fredo Kruger      |
| "Bird Talk"                       | 2013 | —                   | —                   | —                   | Scary Site 2      |
| "Jealous" (với Kendrick Lamar)    | 2013 | —                   | —                   | —                   | Trappin Aint Dead |
| "It's Only Right"                 | 2014 | —                   | —                   | —                   | Walking Legend    |

## Khách mời
| Tên        | Năm | Ca sĩ khác(s) | Album |
| "Familiar" |     |               |       |
| ---------- | --- | ------------- | ----- |